# David Krmpotich
David Krmpotich, född den 20 april 1955 i Duluth, Minnesota, är en amerikansk roddare.
Han tog OS-silver i fyra utan styrman i samband med de olympiska roddtävlingarna 1988 i Seoul.